# Hogares Soacha
Hogares Soacha es un barrio constituido legalmete como megaproyecto de vivienda el cual está ubicado en el municipio de Soacha (Cundinamarca) junto a la Avenida Indumil, perteneciente a la Comuna 2 Soacha Central.

## Geografía
El territorio completamente plano en parte urbano y en parte rural, por la presencia de terrenos de cultivo y ganadería sobre todo en sus linderos (cercano a la Veredita), rodeado por el Río Soacha en sus límites norte y sur. 
Ubicado en una zona de alta valorización, y gran potencial de desarrollo urbano y comercial, es el segundo megaproyecto más grande a nivel nacional que inicialmente construyó 17.000 viviendas y espera llegar a 24.000.
Se encuentra ubicado al norte de la plaza principal de Soacha (Cundinamarca), Colinda con la Avenida Indumil. Cuenta con: 
- 216.085.98 M” de vías, zonas verdes y zonas recreativas
- 12 parques lineales
- 513.95 M” de espacios comerciales y centros de educación, recreación y salud que desarrollara el municipio.
- Ciclorutas

### Límites
| Noroeste: Corregimiento 1 Vereda Bosatama                                  | Norte: Corregimiento 1 Vereda Bosatama (Humedal Chucuita-Río Soacha)                                                                                          | Nordeste: Ciudad Verde (Río Soacha)                                                                                         |
| Oeste: Cerro La Veredita Calles 4 y 6A Sur barrios Primavera y la Veredita | | Este: Calle 16 Hacienda Malachí                                                                                             |
| Suroeste: Corregimiento 1 Vereda Bosatama                                  | Sur: Avenida Indumil Barrios Quintas de la Laguna, Conjunto El Silo, Calle 1 y Carrera 19 Subestación Compartir, Barrios Tabacal, El Rosal, Tejares y Danubio | Sureste: Carrera 18 Barrio Portalegre (Río Soacha) Enclave: Barrio Prado Vegas (entre Carreras 18 G a 19 y Calles 13A a 15) |

## Historia
Fue creado en asocio entre Apiros y la Caja de Compensación Compensar, con Plan Parcial aprobado el 30 de septiembre de 2010 por la Alcaldía de Soacha (Cundinamarca),  con:
- 1.064.206,72 m² (100 hectáreas), dividido en 7 fases de construcción
- 45 lotes de Vivienda
- 3 lotes de comercio y 8 institucionales.

## Actividades Socioeconómicas
Hogares Soacha es un barrio residencial de estrato 3, por lo cual sus actividades económicas se limitan al sector de comercio y servicios en los locales comerciales dispuestos por la constructora Apiros y la Caja de Compensación Compensar en la zona de la plazoleta El Tesoro y el centro comercial Mi Plaza. Las tiendas están permitidas solo en el interior de los conjuntos bajo acceso restringido para residentes, cada uno de ellos se rigen por normativa de propiedad horizontal. 
Adicional a esto los barrios aledaños como La Veredita, El Danubio, El Rosal, Quintas de la Laguna y Parque Campestre alimentan de manera significativa el comercio de Hogares Soacha.

## Vías
En cursiva, las avenidas que harán intersección a futuro
- La Avenida San Marón (Calle 1), vía principal
- Avenida Indumil (Carrera 17)
- Avenida Ciudad de Cali
- Avenida Soacha (al sur construido en partes)
- Avenida Luis Carlos Galán
- Avenida Las Torres
- Calle 4 Sur
- Carreras 19 y 19A
- Calle 16

## Conjuntos
Los conjuntos de vivienda que pertenecen a esta ciudadela, reciben el nombre que la constructora Apiros y la Caja de Compensación Compensar les ha otorgado todos ellos relacionados con valores correspondientes al hogar y la familia, cada uno de ellos se rigen por normativa de propiedad horizontal:
- El Camino  (I y II)
- El Encanto (I, II y III)
- El Futuro (I y II)
- El Mañana
- El Progreso
- El Tesoro (I, II)
- El Triunfo (I, II, III y IV)
- La Alegría (I, II, III, IV y V)
- La Armonía (I, II, III y IV)
- La Confianza (I, II y III)
- La Esperanza (I, II y III)
- La Evolución
- La Fortuna (I y II)
- La Gratitud (I, II y III)
- La Grandeza (I, II y III)
- La Ilusión (I y II)
- La Oportunidad (I, II y III)
- Vida Nueva

Se excluyen del barrio los conjuntos El Silo (que antes de la construcción de Hogares Soacha ya tiene presencia anterior), Caminos de Tejares I y II, Huertas de Soacha I y II, el Huerto I y II (construidos por Amarilo), Alicante (construido por Ormiga), Toledo (construido por Torortiz) y Caminos de San Isidro, a pesar de que están dentro de su influencia geográfica, así como el barrio Prado Vegas, que constituye un enclave independiente dentro de la ciudadela.